# Colchane
Colchane é uma comuna da província de Tamarugal, localizada na Região de Tarapacá, Chile. Possui uma área de 4.015,6 km² e uma população de 1.649 habitantes (2002)